# Janików-Folwark
Janików-Folwark – wieś sołecka w Polsce, w województwie mazowieckim, w powiecie kozienickim, w gminie Kozienice.
Do 2023 miejscowość była częścią wsi Janików.
W latach 1975–1998 Janików-Kolonia administracyjnie należał do województwa radomskiego.
Wierni kościoła rzymskokatolickiego należą do parafii św. Maksymiliana Kolbe w Janikowie.